# شيي أوجو
أولواسي باباجيت أوجو (بالإنجليزية: Oluwaseyi Babajide Ojo)‏، المعروف بشيي اوجو (مواليد 19 يونيو 1997 في هيميل هيمبستيد، لندن، إنجلترا - ) هو لاعب كرة قدم إنجليزي، يلعب كجناح.

## روابط خارجية
- شيي أوجو على موقع الاتحاد الأوربي (الإنجليزية)
- شيي أوجو على موقع قاعدة بيانات كرة القدم.إي يو (الإنجليزية)
- شيي أوجو على موقع ليكيب (الفرنسية)
- شيي أوجو على موقع Soccerbase.com (لاعب) (الإنجليزية)
- شيي أوجو على موقع Soccerway.com (الإنجليزية)
- شيي أوجو على موقع عالم كرة القدم.نت (الإنجليزية)
- شيي أوجو على موقع AS.com (الإسبانية)